# Лаймстоун Тауншип (округ Монтур, Пенсільванія)
Лаймстоун Тауншип (англ. Limestone Township) — селище (англ. township) в США, в окрузі Монтур штату Пенсільванія. Населення — 1004 особи (2020).

## Демографія
Згідно з переписом 2010 року, у селищі мешкало 1066 осіб у 368 домогосподарствах у складі 293 родин. Було 382 помешкання
Расовий склад населення:
| - 98,8 % — білих - 0,4 % — азіатів |

До двох чи більше рас належало 0,8 %. Частка іспаномовних становила 0,1 % від усіх жителів.
За віковим діапазоном населення розподілялося таким чином: 27,7 % — особи молодші 18 років, 58,3 % — особи у віці 18—64 років, 14,0 % — особи у віці 65 років та старші. Медіана віку мешканця становила 40,1 року. На 100 осіб жіночої статі у селищі припадало 109,0 чоловіків;  на 100 жінок у віці від 18 років та старших — 107,3 чоловіків також старших 18 років.
Середній дохід на одне домашнє господарство  становив 79 022 долари США (медіана — 66 750), а середній дохід на одну сім'ю — 90 568 доларів (медіана — 72 500). Медіана доходів становила 46 875 доларів для чоловіків та 35 625 доларів для жінок. За межею бідності перебувало 6,6 % осіб, у тому числі 9,1 % дітей у віці до 18 років та 9,9 % осіб у віці 65 років та старших.
Цивільне працевлаштоване населення становило 526 осіб. Основні галузі зайнятості: освіта, охорона здоров'я та соціальна допомога — 25,5 %, виробництво — 20,5 %, роздрібна торгівля — 8,0 %, транспорт — 7,4 %.